# Rab (město)
Rab (italsky Arbe, latinsky Arba) je město (grad) na stejnojmenném ostrově Rab v Chorvatsku. Podle statistik z roku 2011 je počet obyvatel opčiny 8 065, z čehož 437 žilo pouze na pozemcích patřících k městu. Rab se nachází na malém výběžku na jihozápadě ostrova a je jeho hlavním městem.
Město má dlouhou historii datovanou až do roku 360 př. n. l., kdy se zde usadili první obyvatelé, Ilyrové. Ostrov se stal hranicí mezi regiony Liburnie a Dalmácie. Od 3. století př. n. l. do 6. století n. l. byl Rab součástí Římské říše. Císař Augustus jej prohlásil za obec v roce 10 př. n. l. Stalo se tak prvním městem Římské říše na území Dalmácie, které neslo vznešený titul felix.
Nejhorší katastrofou v historii města se stalo vypuknutí morové epidemie v roce 1456, která vyhladila většinu obyvatel.
Ve městě se nachází hned několik kostelů. Největší je kostel sv. Marie Blahoslavené, který byl vybudován ve 13. století. Naopak kostel sv. Justýny je dnes muzeem posvátného umění a kostel sv. Kryštofa (zasvěcený patronu ostrova) je dnes jen lapidárium. Čtyři kostelní zvonice se staly symbolem nejen města, ale i celého ostrova. Nejstarší z nich pochází z 11. století.
Svatý Marinus, křesťanský zakladatel San Marina, byl původem z Rabu a město opustil během Diocleciánovy persekuce křesťanů v roce 301 př. n. l.

## Hospodářství
- turismus
- trh
- rybářství
- zemědělství
- řemesla

## Významné osobnosti
- Markantun de Dominis, chorvatský jezuita, matematik, fyzik a filozof
- Ivan Křtitel Rabljanin, chorvatský slévač bronzu, technik a umělec
- Svatý Marinus, světec a zakladatel republiky San Marino
- Marin Bizzi, arcibiskup a srbský primátor